# 在家仏教こころの研究所
在家仏教こころの研究所（ざいけぶっきょうこころのけんきゅうじょ）は法華経思想を中心とした仏教学的研究並びに現代人の心のありかたについての学際的な研究を目的に設立された研究機関。久保継成等を中心に2004年に設立された。研究所の紀要として「こころ」（年1回）を発行している。定例活動して、「法華経思想懇談会」を第一線の仏教研究者を中心に年に4回行っている。